# Quidquid delirant reges, plectuntur Achivi
 Quidquid delirant reges, plectuntur Achivi  лат. (изговор: квидквид делирант регес, плектунтур ахиви).  Кад год краљеви праве глупости, Ахајци (Грци) примају ударце. (Хорације)

## Тумачење
Изрека у ширем смислу  каже да када год вође чине грешке испашта народ. Право које уживају вође подразумјева и ништа мање њихове обавезе.  Одговорност народних вођа се види у задовољству народа.